# 可可·羅恰
可可·羅恰（英语：Coco Rocha，1988年9月10日—），生于加拿大多倫多，加拿大超级模特、舞蹈家和慈善家。

## 早年
羅恰出生在多倫多，但很小的時候就搬到英屬哥倫比亞省列治文市。她有愛爾蘭、俄羅斯與威爾斯血統。並且在尚未被發掘前，羅恰為一名愛爾蘭舞舞者，在Jean Paul Gaultier的某場秀她便是以跳愛爾蘭舞的形式走秀。 

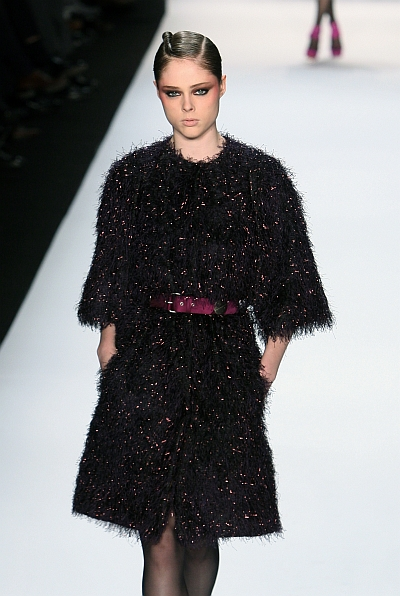
2008年2月為Bill Blass走台步的可可·羅恰（攝影：Ed Kavishe, Fashion Wire Press）

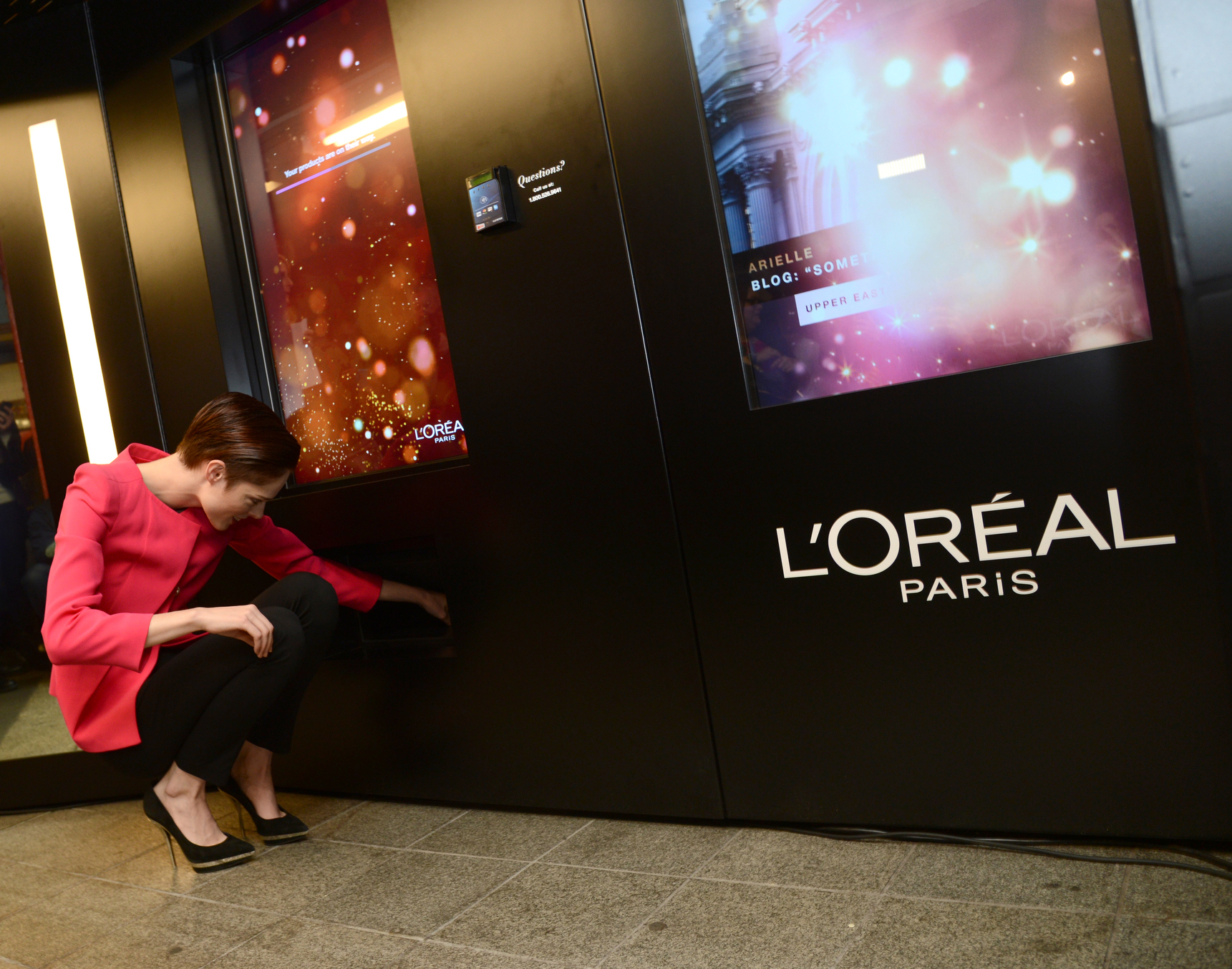

。

## 個人生活
在2010年6月9日，與藝術家James Conran結婚。2014年10月6日，羅恰透過Facebook宣布，她和丈夫的第一個女兒，將在2015年春天出生。並於2015年3月28日生下女兒Ioni James Conran。

## 外部連結
- coco-rocha.com （页面存档备份，存于） - 官方網站
- 可可·羅恰的Instagram帳戶
- Coco Rocha - supermodels.nl中的個人檔案